# 圣何塞市场
圣何塞市场（葡萄牙语：Mercado de São José）是巴西东北部伯南布哥州首府累西腓的一个市场，建立于1871年。它是巴西最古老的预制铁建筑。
圣何塞市场有545家商店，出售各种鱼类、香料、草药、工艺品和书籍。
圣何塞市场已被列为巴西国家历史遗产。